# Hamondiidae
Hamondiidae é uma família de crustáceos da ordem Harpacticoida.